# Барбу де Курьер, Габриэль
Габриэль Барбу де Курьер (фр. Gabriel Barbou des Courières или фр. d'Escourières; 1761—1827) — французский военный деятель, дивизионный генерал (1799 год), участник революционных и наполеоновских войн. Имя генерала выбито на Триумфальной арке в Париже.

## Биография

### Происхождение и ранняя военная служба
Родился в семье капитана пехотного полка Артуа Габриэля Барбу де Курьера (фр. Gabriel Barbou des Courières; 1733—1818) и его супруги Марии де Бони де Лавернь (фр. Marie Jeanne de Bony de Lavergne; 1725—1768). Семья Барбу была одной из старейших и одной из самых влиятельных представителей высшей буржуазии Лимузена. 
14 мая 1779 года поступил на военную службу в полк Артуа. 14 января 1782 года был произведён в младшие лейтенанты. Участвовал в войне против Британии. 13 декабря 1782 года отплыл на Ямайку. Затем вернулся во Францию, когда был подписан мир. 28 января 1791 года вместе с полком отправился на Сан-Доминго, где пробыл шестнадцать месяцев. В июле вернулся во Францию. Служил в депо в Страсбурге. 

### Служба в годы Революционных войн
В июле 1793 года включён в состав Северной армии. 30 июля стал помощником начальника штаба Арденнской армии. Участвовал в обороне Мобёжа. 31 октября 1793 года был произведён в командиры батальона штаба. 7 апреля 1794 года участвовал в атаке на Като. 25 апреля 1794 года получил звание полковника штаба в Северной армии. 26 июня отличился в сражении при Флёрюсе. С 7 июля по 5 сентября 1794 года был начальником штаба генерала Шерера в ходе осад Ле-Кенуа, Ландреси, Валансьена и Конде.
Выделялся своими талантами и мужеством, и 7 сентября 1794 года был произведён в бригадные генералы. 2 октября участвовал в сражениях при Эвае и Альденховене. В кампаниях 1795-96 годов сражался в рядах дивизии генерала Бернадота. Принимал участие в атаке на Вайссентурм, в блокаде Касселя, во взятии Кройцнаха, Кирхберга и в нескольких переправах через Рейн. 22 августа 1796 года оборонял Теннинг. 24 августа – Лауф. 3 сентября сражался при Вюрцбурге.
13 февраля 1797 года возглавил пехотную бригаду в составе 2-й дивизии Самбро-Маасской армии под началом Гренье. 18 апреля сражался при Нойвиде. 20 мая командовал корпусом у Кастеля. Отличился в сражении при Эттерсдорфе, где потерял лошадь, убитую под ним.
25 октября 1796 года получил должность начальника штаба Северной армии в Батавской республике. Предотвратил беспорядки, вызванные в 1798 году воинским набором в Брабанте. Его твёрдость и умеренность при восстановлении порядка принесли ему уважение со стороны жителей. С 23 сентября 1798 года служил в Батавской армии.Под началом генерала Брюна сражался в кампании 1799 года в северной Голландии.  3 сентября 1799 года зачислен в дивизию Данделса. Отличился в сражениях 10 сентября при Краббендаме, 1 октября при Бергене командовал кавалерией и 6 октября при Кастрикуме.

### Эпоха Консульства и Империи
18 октября 1799 года был произведён в дивизионные генералы генералом Брюном. С 29 августа по 6 сентября 1800 года временно возглавлял Батавскую армию вместо Ожеро. 24 ноября 1800 года включён в Галло-Батавскую армию Ожеро. 26 ноября захватил Швайнфурт. 3 декабря сражался у Бург-Эбербаха, 18-21 декабря в окрестностях Нюрнберга. С 31 марта по 28 апреля 1801 года самостоятельно командовал французскими войсками Галло-Батавской армии, которую он вернул из Франконии в Гаагу. С 29 апреля 1801 снова в Батавской армии Ожеро. 14 октября 1801 года Барбу было разрешено удалиться к себе домой, а 22 октября 1801 года Батавская армия была распущена. 
3 марта 1802 года получил должность командующего 27-м военным округом в Турине. 31 октября 1802 года заменил Нея в Гельветической республике. 27 октября 1803 года возглавил 2-ю пехотную дивизию лагеря в Утрехте. 1 февраля 1804 года присоединился к Армии Ганновера. 2 сентября 1805 года заменил маршала Бернадота на посту командующего французскими войсками в Ганновере. При вторжении русских и шведов, Барбу отошёл с войсками в Хамельн, где и встретил заключение Пресбургского мира. 
1 июня 1806 года был назначен в Далмацию, где должен был взять на себя командование устьями Каттаро, но не занял пост из-за болезни. 15 июля 1806 года женился на Роз Мари Анрик (фр. Rose Marie Sophie Josèphe Henrique; 1785—1843), в браке с которой имел четырёх детей. 
8 августа 1806 года возглавил 11-й военный округ в Бордо. 
3 ноября 1807 года получил под своё начало 1-ю пехотную дивизию 2-го наблюдательного корпуса Жиронды генерала Дюпона. Принимал участие в роковом походе в Андалусию. 7 июня 1808 года нанёс поражение испанцам на мосту в Алколее, затем отличился при захвате Кордовы. Сражался при Байлене и 22 июля 1808 года попал в плен при капитуляции французского корпуса. 5 сентября покинул Кадис и 21 сентября высадился в Тулоне. 

### Служба в Италии

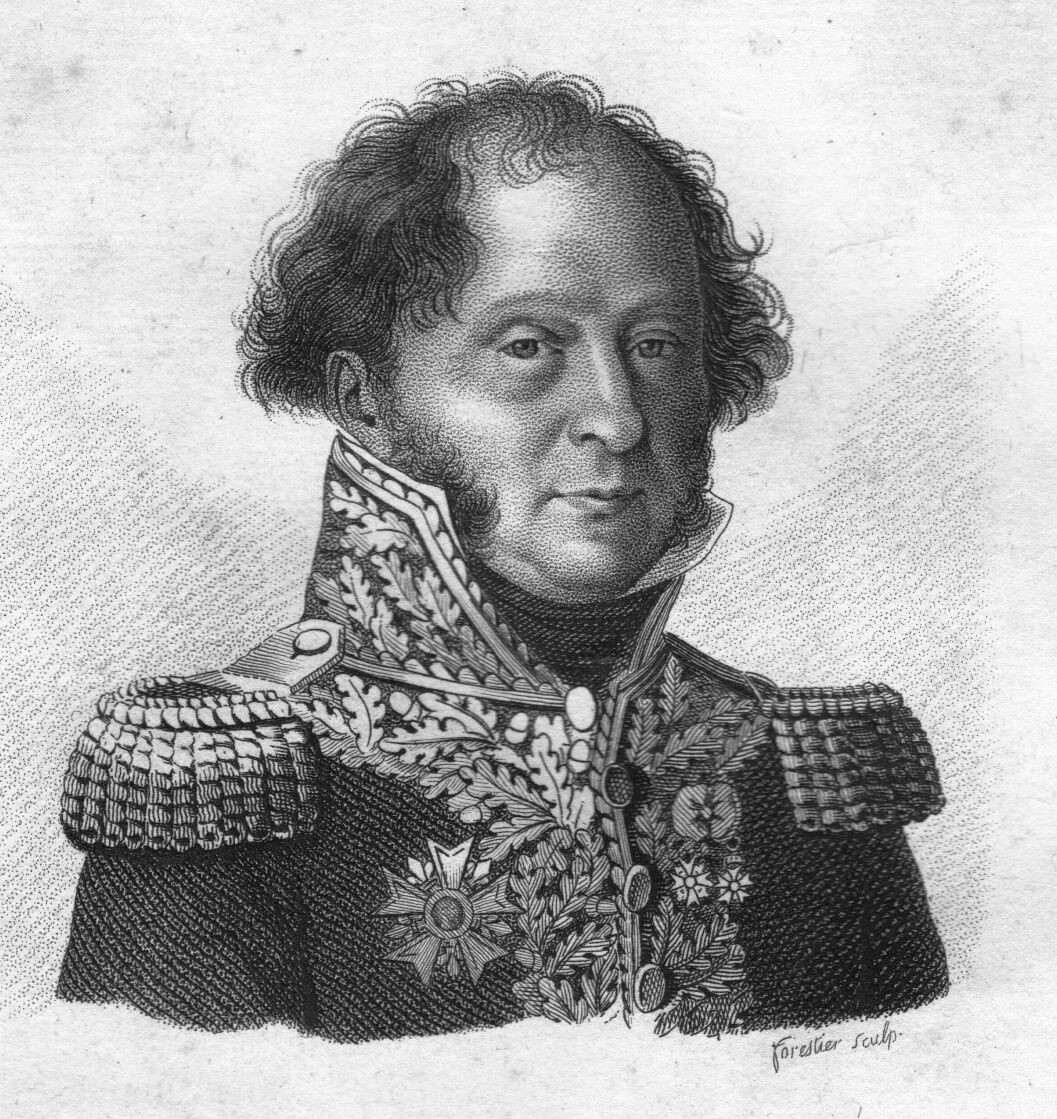
Генерал Барбу

15 октября 1808 года возглавил 5-ю пехотную дивизию армии Итальянской армии Богарне. 16 апреля 1809 года его дивизия располагалась в центре в неудачном сражении при Сачиле. С 18 апреля храбро оборонял Венецию от австрийцев. 10 августа сменил генерала Ламарка во главе 2-й пехотной дивизии Итальянской армии, и принял участие в подавлении восстания в Тироле. С 1810 по 1814 годы занимал должность командующего 5-м военным округом в Анконе Итальянского королевства. 24 марта 1812 года его 2-я дивизия осталась в Италии. В 1814 году вынужден был оборонять Анкону от неаполитанских войск короля Мюрата, который предал Наполеона, и переметнулся к союзникам. Город был подвергнут тяжёлой бомбардировке, и 18 февраля Барбу капитулировал. 

### Отставка и смерть
После падения Императора, в мае 1814 года генерал вернулся во Францию. Во время «Ста дней» не присоединился к Наполеону. После поражения при Ватерлоо, 21 июля 1815 года был назначен командующим 13-го военного округа в Рене. 4 сентября 1815 года вышел на пенсию, и 8 февраля 1816 года был уволен со службы. 
Умер генерал Барбу в Париже 6 декабря 1827 года и был похоронен на кладбище Пер-Лашез. 

## Воинские звания
- Солдат (14 мая 1779 года);
- Младший лейтенант (14 января 1782 года);
- Лейтенант (30 мая 1788 года);
- Командир батальона штаба (31 октября 1793 года);
- Полковник штаба (25 апреля 1794 года);
- Бригадный генерал (7 сентября 1794 года, утверждён 13 июня 1795 года);
- Дивизионный генерал (18 октября 1799 года, утверждён 19 октября 1799 года).

## Награды
Легионер ордена Почётного легиона (11 декабря 1803 года)
 Коммандан ордена Почётного легиона (14 июня 1804 года)
 Кавалер военного ордена Святого Людовика (8 июля 1814 года)
 Великий офицер ордена Почётного легиона (23 августа 1814 года)